# The Change-Up
The Change-Up (titulada: Si fueras yo en Hispanoamérica y El cambiazo en España) es una película cómica estrenada el 5 de agosto de 2011 en Estados Unidos, el 27 de octubre en Hispanoamérica y el 28 de diciembre en España. Protagonizada por Ryan Reynolds y Jason Bateman. Dirigida y producida por David Dobkin.

## Argumento

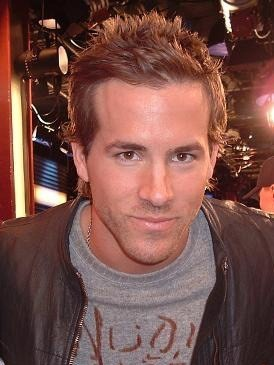
Ryan Reynolds como Mitch.

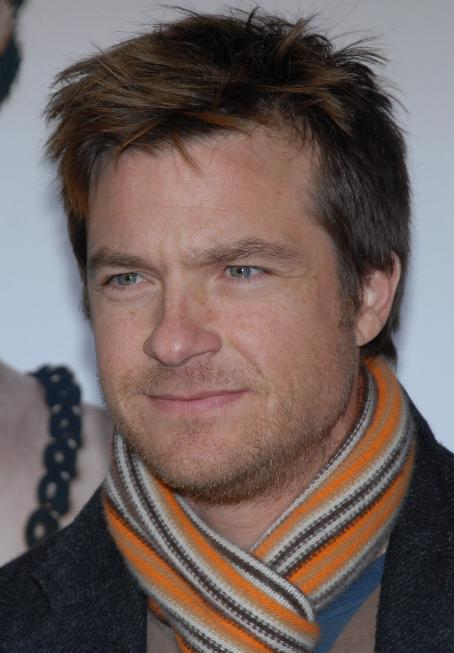
Jason Bateman como Dave.

Mitch Planko (Ryan Reynolds) y Dave  Lockwood (Jason Bateman) eran amigos inseparables durante su infancia y adolescencia, pero con el paso del tiempo su relación terminó por distanciarse. Actualmente Dave es un abogado que trabaja demasiadas horas, ha contraído matrimonio con Jamie (Leslie Mann) y han tenido tres maravillosos hijos. Por otro lado Mitch sigue soltero, un hombre que se comporta muchas veces como un niño y que apenas trabaja.
Mitch piensa que Dave lo tiene todo en la vida: una preciosa esposa, unos niños que le adoran y un trabajo muy bien remunerado en un prestigioso bufete. Sin embargo Dave cree que vivir como su amigo Mitch, sin estrés y sin ningún tipo de preocupación es todo un regalo en la vida. Después de una tremenda noche de borrachera las vidas de Mitch y Dave se invierten y despiertan en el cuerpo del otro, viendo como es realmente la existencia de cada uno.

## Reparto
- Ryan Reynolds como Mitch Planko.
- Jason Bateman como Dave Lockwood.
- Leslie Mann como Jamie Lockwood.
- Olivia Wilde como Sabrina McKay.
- Alan Arkin Mitch Planko Sr.

## Producción
Se filmó entre el 20 de octubre de 2010 y el 6 de enero de 2011. El rodaje tuvo lugar íntegramente en Atlanta, Georgia, Estados Unidos. La fecha de estreno fijada por la compañía productora para el 11 de agosto de 2011, aunque finalmente se adelantó la fecha al 5 de agosto. El primer tráiler y el póster promocional fueron lanzados por Warner Bros el 20 de abril de 2011. La premiere fue llevada a cabo en Los Ángeles, California el 1 de agosto de 2011 y acudieron los actores Ryan Reynolds, Jason Bateman, Olivia Wilde, Leslie Mann y el director David Dobkin. Sandra Bullock apareció por sorpresa en el evento, con el fin de acompañar a su amigo Reynolds durante la presentación del film.

## Recepción

### Respuesta crítica
Según la página de Internet Rotten Tomatoes obtuvo un 24% de comentarios positivos, llegando a la siguiente conclusión: "es cierto que aquí hay diversión al ver a Bateman y Reynolds interpretar a sus tópicos personajes, pero no es suficiente para mantener The Change-Up, con su basto humor y su tópico guion". Roger Ebert señaló para Chicago Sun Times que: "muestra una baja opinión de los hombres, una opinión aún más baja de las mujeres y la más baja de las opiniones sobre la inteligencia de su público [...]". Rolling Stone publicó "Bateman y Reynolds hacen parecer a The Change-Up mucho mejor de lo que es. Cada uno gana una estrella en mi crítica. La película no sería -literalmente- nada sin ellos [...]". Según la página de Internet Metacritic obtuvo críticas mixtas, con un 39%, basado en 35 comentarios de los cuales 5 son positivos.

### Taquilla
Estrenada en 2.913 cines estadounidenses debutó en cuarta posición con 13 millones de dólares, con una media por sala de 4.645 dólares, por delante de Capitán América: el primer vengador y por detrás de Cowboys & Aliens. Recaudó 37 millones en Estados Unidos. Sumando las recaudaciones internacionales la cifra asciende a 75 millones. El presupuesto estimado invertido en la producción fue de 52 millones. En la siguiente tabla se muestran los diez primeros países donde mayores cifras obtuvo:
| País           | Recaudación (en USD) |
| -------------- | -------------------- |
| Estados Unidos | 37.081.475           |
| Rusia          | 6.015.012            |
| Alemania       | 4.832.138            |
| Australia      | 3.349.929            |
| Reino Unido    | 3.125.732            |
| México         | 2.671.597            |
| España         | 1.796.484            |
| Brasil         | 1.379.043            |
| Austria        | 1.233.359            |
| Israel         | 754.725              |